# 磨帯鋼
磨帯鋼（みがきおびこう）は、統計上、板状に加工された鉄鋼（鋼板）の内、熱間圧延された鋼板に対して冷間圧延を行ったもので、幅600mmを下回るものと定義づけられている。
鋼板は、統計上、板厚に応じて、3mm未満を薄板、3mm以上を中板、6mm以上を厚板という分類も存在するが、磨帯鋼はほぼ全てが板厚3mm未満の薄板に該当し、中でも1mm未満の非常に薄いものが多い。
この磨帯鋼は、日本製鉄、JFEスチール等の製鋼メーカーが量産する一般的な冷延鋼板とは異なり、板厚精度や表面粗度・硬度に対して高い要求・指定を求められるものが多く、複数回の冷間圧延や焼鈍工程を繰り返す製品であり、製鋼メーカーの他にも、当該工程を専業とする専業メーカー（リローラー）が存在する。
統計上の定義にある"幅"の値（600mm未満）は、上記の板厚精度・表面粗度・硬度を満たす製品を製造する際に専用の圧延工程を通すことが多く、その多くに幅600mm未満が求められる場合が多いことから定められた経緯がある。
なお、現在では各社の競争によって幅600mm以上の製品も存在する（専用圧延設備の広幅化や、製鋼一貫メーカーの一般薄板（広幅）生産設備の操業技術の向上による）。
この磨帯鋼は、みがき帯鋼、極薄品、精密圧延品、箔とも呼称されることがあるが、ステンレス鋼以外の特殊鋼（工具鋼、機械構造用炭素鋼、機械構造用合金鋼、軸受鋼等）または普通鋼の場合は、磨帯鋼もしくはみがき帯鋼と表現されることが比較的多い（ステンレス鋼の場合はステンレス精密圧延品もしくはステンレス箔と呼ばれる例が多い）。
磨帯鋼に用いられる素材の割合として、特殊鋼薄板が相対的に普通鋼薄板より高いことから、特殊鋼薄板の内に包含される場合がある（特殊鋼薄板が薄板のジャンルとして"ハイカーボン*"と呼称されることがあり、同呼称の内に包含されるケースもある。*相対的に一般的な普通鋼に比べて炭素含有率が高い傾向にあるが、高くないものもある）。

## 主要メーカー

### 製鋼一貫メーカー
- 日本製鉄 *九州製鉄所八幡地区*和歌山製鉄所和歌山地区 瀬戸内製鉄所阪神地区(大阪・神崎)
- JFEスチール *東日本製鉄所千葉地区
- 大同特殊鋼
- 日立金属

　（* 専業メーカーへの素材供給がメイン）

### 専業メーカー（リローラー）
- 日本金属
- 高砂鐵工
- 東洋鋼鈑
- 特殊金属エクセル
- 三品松菱
- 大阪熱処理

## 主要製品
- 普通鋼：JIS G3141 冷間圧延鋼板および帯鋼のうち、極薄もしくは硬質指定、板厚交差指定が存在しているもの

　　　　　  硬質表記は、1をフルハードとして、8,4,2で表現される
- 特殊鋼：炭素工具鋼・合金工具鋼・機械構造用炭素鋼・機械構造用合金鋼・軸受鋼・ばね鋼

　　　　　  JIS G3311 みがき特殊鋼帯（末尾M表記）
　　　　　  JIS G4802 ばね用冷間圧延鋼帯（末尾-CSP表記）
　　　　　  機械構造用炭素鋼の派生形としてベイナイト鋼等がある

## 主要用途
- 刃物
- ホースバンド
- ワッシャー
- ベアリングリテーナー
- ラッピングキャリア
- 自動車用シートベルト
- 自転車用スプロケット
- 精密機械用ばね・ぜんまい